# Auto Weller
Die Auto Weller GmbH & Co. KG ist ein Automobilhandelsunternehmen mit Sitz in Osnabrück. Auto Weller ist an neun Standorten in Deutschland vertreten. In den Autohäusern werden sowohl Neuwagen der Marken Toyota und Lexus als auch Gebrauchtwagen vertrieben. In den großen Autohäusern in Osnabrück und Bremen werden auch Neuwagen von Seat und Cupra verkauft. Eigentümer ist die Wellergruppe Holding SE & Co. KG.

## Hintergrund
Im Außenauftritt tritt Weller auch unter der Bezeichnung Wellergruppe auf. Die Teilbereiche Auto Weller (Toyota u. Lexus), B&K (BMW u. Mini) und Max Moritz (Audi u. VW) waren gesellschaftsrechtlich aber nicht miteinander verbunden. Der Teilbereich Max Moritz ging Ende 2017 in die Insolvenz. Im November 2020 kam es zu einer Neustrukturierung der Wellergruppe. Die zuvor eigenständigen Teilbereiche Auto Weller und B&K wurden unter dem Dach der Wellergruppe Holding SE & Co. KG zusammengefasst. Die Auto Weller GmbH & Co. KG fungiert dabei weiterhin als eine Art Zwischenholding für den Bereich der Marke Toyota.
Eigentümer der Wellergruppe Holding SE & Co. KG sind Burkhard Weller und Klaus Hellmann zu jeweils 50 %.

### Filialen
Gegenwärtig ist Auto Weller in Deutschland an neun Standorten mit Autohäusern vertreten. Diese befinden sich in:
- Osnabrück (Toyota + Lexus und Seat + Cupra, Zentrale)
- Herford (Toyota)
- Bielefeld (Toyota + Lexus)
- Bremen (Toyota + Lexus und Seat + Cupra)
- Leipzig Sandberg (Toyota + Lexus)
- Leipzig Torgauer Straße (Toyota)
- Münster (Toyota)
- Dortmund B1, Ludwig-Lohner-Straße (Toyota + Lexus)
- Hamm (Toyota)

Die Standorte in Berlin sowie in Großziethen wurden im Juni 2009 aufgegeben.
Ende 2017 wurde Toyota Weber mit Autohäusern in Lüdinghausen (geschlossen im September 2019), Dortmund-Marten (geschlossen im April 2021), Lünen (geschlossen im April 2021), Hamm und Dortmund B 1 übernommen.